# Crossomitrium sintenisii
Crossomitrium sintenisii är en bladmossart som beskrevs av C. Müller 1898. Crossomitrium sintenisii ingår i släktet Crossomitrium och familjen Daltoniaceae. Inga underarter finns listade i Catalogue of Life.